# Epipactis × reinekei
Epipactis × reinekei es una especie de orquídea de hábitos terrestres. Es un híbrido compuesto de las especies Epipactis helleborine × Epipactis muelleri. Se distribuye por Europa en Austria, Alemania, Checoslovaquia y Francia.

## Taxonomía
Epipactis × reinekei fue descrita por Manfred Bayer y publicado en Arbeitskreis Heimische Orchideen 18(2): 202. 1986.
Etimología
Epipactis: nombre genérico que proviene del griego cephalos = "cabeza", y anthera = "antera" por la forma globosa de la antera.
reinekei: epíteto